# انتونیو دیاز (بازیکن فوتبال، زاده ۱۹۶۹)
انتونیو دیاز (انگلیسی: Antonio Díaz; ۴ اوت ۱۹۶۹ – ۲۷ آوریل ۲۰۱۳) بازیکن فوتبال اهل اسپانیا بود.
از باشگاه‌هایی که در آن بازی کرده است می‌توان به باشگاه فوتبال رئال مادرید کاستیا، باشگاه فوتبال کامپوستلا، باشگاه فوتبال اوساسونا، باشگاه فوتبال ختافه، باشگاه فوتبال گرانادا، و باشگاه فوتبال ویارئال اشاره کرد.